# 宝积桥
宝积桥位于广西桂林市区内的宝积山下的西清湖与铁佛塘交汇处，是新建的一座桥梁，长50米，宽24米。
与其他两江四湖的桥梁不同，它是连通两江四湖时期，打通了铁佛塘与西清湖之间水道后必须要新建的桥。

## 历史
- 1999年6月底，确定采用中国传统双曲拱桥结构即现在的造型。
- 2000年9月12日，宝积桥建设工程开始。
- 2001年6月宝积桥主体工程完工并开始桥体装修，2001年10月全部完工。

## 印象
宝积桥的造型比较奇特，整体如古城墙架在水面一般，因此宝积桥又被誉为古城墙式的新桥。小路从门楼下穿过，两端有两座烽火台似的门楼，桥身看上去就像是用石块垒成的。

### 建筑
桥下半部采用稍加打磨的大块灰白色蘑菇石装饰，桥型线条明朗，变化不大，采用比较简洁规整的照明灯具跟宝积桥古朴的特点相协调，桥面采用“四火灯”作照明灯（外观颜色偏黑），用泛光灯（光色较暗）勾勒出城垛和女儿墙。

### 周围风景
桥的西面是南宋时修挖的护城河；东面隔水相望的叠彩山、铁封山和鹦鹉山是古代的城防要塞，有大段残存的北宋城墙；宝积山就在桥旁。